# The American Historical Review
Die American Historical Review (AHR) ist eine geschichtswissenschaftliche Fachzeitschrift. Sie ist die offizielle Publikation der American Historical Association (AHA). Mitglieder dieser Organisation sind unter anderem Professoren, Historiker, Lehrer und Studenten. Mit einer Auflage von ca. 18.000 Stück pro Ausgabe ist sie die bedeutendste und auflagenstärkste historische Zeitschrift in den Vereinigten Staaten.
1884 gegründet und 1889 amtlich zugelassen, erscheint die Zeitschrift gegenwärtig fünfmal pro Jahr in den Monaten Februar, April, Juni, Oktober und Dezember. Die ca. 400 Seiten einer Ausgabe enthalten wissenschaftliche Abhandlungen und kritische Rezensionen aktueller geschichtswissenschaftlicher Publikationen aus dem gesamten Spektrum der Geschichtswissenschaft. Die Redaktion hat ihren Sitz an der Indiana University, Bloomington. Der Beirat der Zeitschrift, welcher der Redaktion beratend zur Seite steht, setzt sich aus vierzehn angesehenen Historikern aus allen Bereichen der Geschichtswissenschaft zusammen. Von 2007 bis 2012 wurde die Zeitschrift durch die University of Chicago Press verlegt. Seit 2013 erscheint sie im Verlag Oxford University Press.